# Blasteroids
Blasteroids es la tercera secuela del videojuego Asteroids. Fue desarrollado por Atari Games y lanzado como un juego que funciona con monedas en 1987. A diferencia de los juegos anteriores, Blasteroids usa gráficos rasterizados en lugar de gráficos vectoriales. 
Los ports de computadoras domésticas de Blasteroids fueron lanzados por Image Works para Amiga, Amstrad CPC, Atari ST, Commodore 64, MSX, MS-DOS y ZX Spectrum. Además, aunque no había aparecido anteriormente en una compilación de Midway Arcade, se incluyó una versión emuladada de Blasteroids en Lego Dimensions como un minijuego desbloqueable.[cita requerida]

## Jugabilidad
El juego es básicamente el mismo que el original; el jugador (o jugadores en caso de un juego de 2 jugadores) controla una nave espacial se ve desde "arriba" en una 2D representación del espacio, mediante la rotación de la nave, y el uso de empuje para dar el barco impulso. Para disminuir la velocidad o dejar de moverse por completo, el jugador tiene que girar la nave para enfrentar la dirección desde la que vino y generar la cantidad correcta de empuje para anular su impulso. La nave tiene una cantidad limitada de combustible para generar empuje. Este combustible viene en forma de "Energía" que también se usa para los Escudos de la nave que lo protegen contra las colisiones y el fuego enemigo. Una vez que toda la Energía se ha ido, la nave del jugador es destruida. La nave puede disparar para destruir asteroides y naves enemigas. La nave también puede transformarse a voluntad en 3 versiones diferentes, " Speeder ", la versión más rápida, el " Fighter ", que tiene la mayor potencia de fuego, y el " Warrior ", que tiene armadura adicional. 

### Niveles
Al comienzo del juego, el jugador está en una pantalla con cuatro zonas que indican la dificultad del juego: Fácil, Medio, Difícil y Experto. Volar a través de cualquiera de las zonas comienza el juego con esa dificultad. Cada una tiene varias galaxias, cada una con 9 o 16 sectores dependiendo de la dificultad. Una vez que se completa un sector destruyendo todos los asteroides, aparece un portal de salida para guiar al jugador a la pantalla del mapa galáctico. Al igual que en la pantalla de dificultad, el jugador puede elegir qué Sector visitar a continuación. Los sectores completados y vacíos pueden ser revisados, pero esto cuesta energía. Los sectores que están actualmente fuera de rango están marcados con un "?" . 
Cada sector consta de solo la pantalla visible con Wraparound. 

### Objetivo
El objetivo del juego es destruir todos los asteroides que tienen una velocidad establecida a la que vuelan a través del Sector. Los asteroides vienen en diferentes tamaños, y cuando se disparan, los asteroides más grandes se dividen en varios más pequeños. Solo disparar a los más pequeños realmente los eliminará del Sector. Los asteroides también vienen en diferentes tipos. Los asteroides normales no contienen nada, pero los asteroides rojos pueden contener poderes en forma de Cristales de poder que se liberan al destruir completamente los asteroides. Los cristales se descomponen con el tiempo. Los asteroides de palomitas de maíz requieren varios golpes, lo que expande su tamaño y, finalmente, hace que dejen de girar. No pueden ser destruidos, pero detenerlos es suficiente para terminar cada Sector. Los asteroides de huevo contienen sanguijuelas que se alojan en la nave del usuario y succionan su energía. Se pueden disparar y destruir. Finalmente, hay asteroides buscadores que se alojan en la nave del jugador después de recibir un disparo. 
Además de los asteroides, hay diferentes naves enemigas que intentan disparar al jugador, que dejan el equipo en forma de poderes cuando son destruidos. 
Existen diferentes tipos de equipos: 
- Escudos: otorga una cantidad limitada de protección, indicada en HUD.
- Blasters: le da a la nave disparos dobles.
- Extra Shot Power: permite que los disparos penetren todo.
- Ripstar: cuando se activa, hace que la nave gire furiosamente, disparando en todas direcciones.
- Capacidad de combustible adicional: aumenta la capacidad de combustible, indicada por el HUD. El agotamiento de las reservas de combustible a crítico con esta mayor capacidad hará que la nave vuelva a la capacidad normal de combustible.
- Booster: aumenta la velocidad de movimiento para todas las formas de nave.
- Imán de cristal: atrae cristales de poder sueltos a la nave.
- Capa: la nave se vuelve invisible para los enemigos, evitando que detecten la nave.

### Jefe
Mukor es el jefe alienígena, que aparece después de que todos los sectores están limpios de asteroides. Intentará embestir al jugador y enviará naves enemigas en miniatura para ayudarlo. Mukor tiene tentáculos, al que deben ser recibir varios disparos para ser destruidos. Una vez que todos los tentáculos se han ido, Mukor es derrotado y dejará un equipo especial. Reaparecerá en la próxima galaxia con un número mayor de tentáculos, haciéndolo más difícil de vencer. Mukor debe ser derrotado en todas las galaxias para ser completamente conquistado y para que el jugador gane el juego. 

### Multijugador
Un segundo jugador puede unirse al juego en cualquier momento presionando su botón de Fuego, usando 1 crédito y convirtiendo Blasteroids en un juego multijugador. Ambos jugadores pueden cooperar cubriéndose mutuamente, así como atracando sus barcos en el Starlet . El acoplamiento es posible si una nave es un Speeder, y la otra es un Warrior ; volar uno encima del otro convertirá el Speeder en una Torreta estacionaria con más potencia de fuego, encima del Guerrero, que se convierte en un Spiaret, con menos potencia de disparo pero con control total. Las naves se desacoplan cuando cualquiera de los jugadores transforma su nave en otra cosa otra vez. El primer jugador que sale a través del Portal de salida obtiene una gran bonificación y control del Mapa Galáctico. 